# Галибабинац
Галибабинац је насеље у Србији у општини Сврљиг у Нишавском округу. Према попису из 2022. било је 89 становника (према попису из 2002. било је 342 становника). Налази се на тромеђи општина Сврљиг, Књажевац и Сокобања. Надморска висина у распону од 680-800 м. Основна делатност становништва је пољопривреда.

## Демографија
У насељу Галибабинац живи 337 пунолетних становника, а просечна старост становништва износи 73,3 година (70,3 код мушкараца и 76,0 код жена). У насељу има 60 домаћинстава, а просечан број чланова по домаћинству је 1,48.
Ово насеље је великим делом насељено Србима (према попису из 2002. године), а у последња три пописа, примећен је пад у броју становника.
|  |

| Демографија | Демографија | Демографија |
| Година      | Становника  | Становника  |
| ----------- | ----------- | ----------- |
| 1948.       | 1.371       |             |
| 1953.       | 1.394       |             |
| 1961.       | 1.290       |             |
| 1971.       | 1.112       |             |
| 1981.       | 835         |             |
| 1991.       | 488         | 487         |
| 2002.       | 342         | 343         |
| 2011.       | 220         |             |
| 2022.       | 89          |             |

| Етнички састав према попису из 2002.‍ | Етнички састав према попису из 2002.‍ | Етнички састав према попису из 2002.‍ | Етнички састав према попису из 2002.‍ | Етнички састав према попису из 2002.‍ |
| ------------------------------------ | ------------------------------------ | ------------------------------------ | ------------------------------------ | ------------------------------------ |
|                                      |                                      |                                      |                                      |                                      |
| Срби                                 | Срби                                 |                                      | 338                                  | 98,83%                               |
| непознато                            | непознато                            |                                      | 2                                    | 0,58%                                |

| Година пописа     | 1948. | 1953. | 1961. | 1971. | 1981. | 1991. | 2002. |
| ----------------- | ----- | ----- | ----- | ----- | ----- | ----- | ----- |
| Број домаћинстава | 238   | 240   | 244   | 241   | 230   | 200   | 179   |

| Број чланова      | 1  | 2  | 3  | 4 | 5 | 6 | 7 | 8 | 9 | 10 и више | Просек |
| ----------------- | -- | -- | -- | - | - | - | - | - | - | --------- | ------ |
| Број домаћинстава | 57 | 95 | 19 | 5 | 1 | 1 | 1 | 0 | 0 | 0         | 1,91   |

| Пол    | Укупно | Неожењен/Неудата | Ожењен/Удата | Удовац/Удовица | Разведен/Разведена | Непознато |
| ------ | ------ | ---------------- | ------------ | -------------- | ------------------ | --------- |
| Мушки  | 162    | 23               | 114          | 20             | 5                  | 0         |
| Женски | 177    | 5                | 113          | 59             | 0                  | 0         |
| УКУПНО | 339    | 28               | 227          | 79             | 5                  | 0         |

| Пол    | Укупно                    | Пољопривреда, лов и шумарство | Рибарство                            | Вађење руде и камена | Прерађивачка индустрија       |
| ------ | ------------------------- | ----------------------------- | ------------------------------------ | -------------------- | ----------------------------- |
| Мушки  | 98                        | 77                            | 0                                    | 0                    | 7                             |
| Женски | 97                        | 95                            | 0                                    | 0                    | 0                             |
| УКУПНО | 195                       | 172                           | 0                                    | 0                    | 7                             |
| Пол    | Производња и снабдевање   | Грађевинарство                | Трговина                             | Хотели и ресторани   | Саобраћај, складиштење и везе |
| Мушки  | 1                         | 3                             | 4                                    | 0                    | 3                             |
| Женски | 0                         | 0                             | 1                                    | 0                    | 0                             |
| УКУПНО | 1                         | 3                             | 5                                    | 0                    | 3                             |
| Пол    | Финансијско посредовање   | Некретнине                    | Државна управа и одбрана             | Образовање           | Здравствени и социјални рад   |
| Мушки  | 0                         | 0                             | 0                                    | 0                    | 0                             |
| Женски | 0                         | 0                             | 0                                    | 0                    | 0                             |
| УКУПНО | 0                         | 0                             | 0                                    | 0                    | 0                             |
| Пол    | Остале услужне активности | Приватна домаћинства          | Екстериторијалне организације и тела | Непознато            | Непознато                     |
| Мушки  | 0                         | 0                             | 0                                    | 3                    | 3                             |
| Женски | 0                         | 0                             | 0                                    | 1                    | 1                             |
| УКУПНО | 0                         | 0                             | 0                                    | 4                    | 4                             |